# Modèle HEXACO

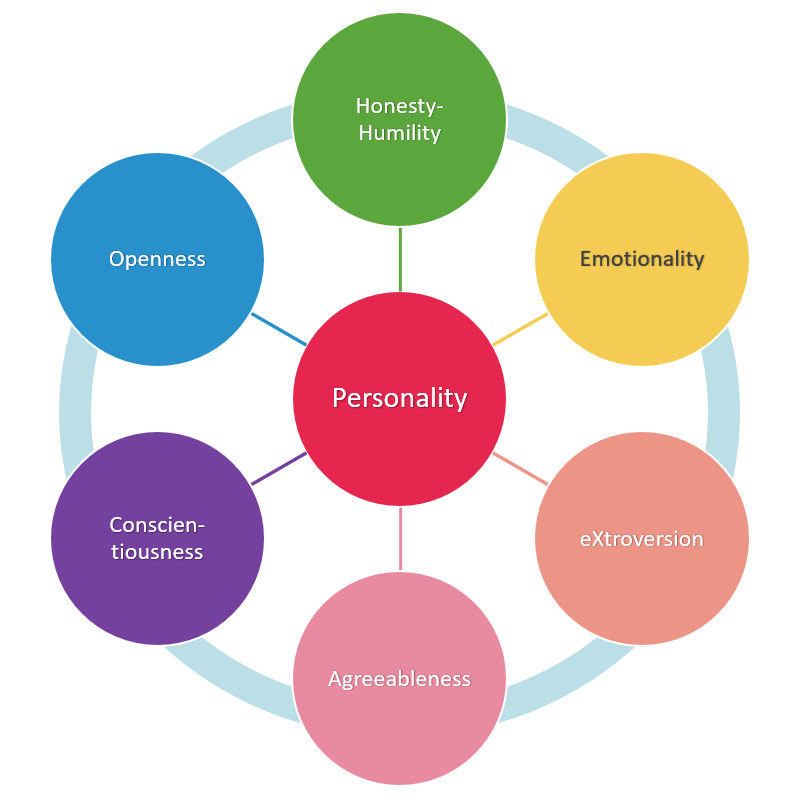
Modèle HEXACO (version originale en anglais).

Le modèle de la structure de la personnalité HEXACO, comportant six dimensions, a été créée par Ashton et Lee. Il est basé sur des résultats d'une série d'études lexicologiques impliquant plusieurs langues européennes et asiatiques. Les six facteurs, ou dimensions, sont l'Honnêteté-humilité (H), l'Émotivité (E), l'eXtraversion (X), l'Agréabilité (A), la Conscienciosité (C), et l'Ouverture à l'expérience (O). Chaque facteur se décompose en quatre traits. Construit avec une méthodologie analogue à celle mise en œuvre pour les modèles de type big-five, (Costa et McCrae et Goldberg), le modèle partage plusieurs éléments communs avec les autres modèles de traits basés sur les big-five, mais s'en distingue par l'addition de la dimension Honnêteté-humilité.

## Développement du modèle
L’élaboration de l’inventaire de personnalité HEXACO a commencé dans les années 2000. Le but initial était d’évaluer les six dimensions de la personnalité qui avaient été mises à jour au travers d’études conduites auprès de différentes cultures, et dans différentes langues.
Initialement le modèle était composé de 6 échelles comme aujourd’hui, mais la décomposition en 18 items de chacune de ces échelles ne correspondait pas à une logique en « facettes » correspondant à des traits de grain plus fin. Par la suite, les auteurs ont mis à jour le modèle en structurant clairement en facteurs et en facettes construites à l’intérieur de chacun d’eux. Il en résulta une première version qui préfigurait largement l’organisation future du modèle. À l’époque, l’inventaire reposait sur un questionnaire de 193 items, avec une version réduite de moitié et comportant 96 items.
L’étape suivante fut l’introduction de deux facettes supplémentaires dites interstitielles. Celles ci avaient pour but d’évaluer des facettes transversales qui impactent l’ensemble des autres traits. C’est d’une part la facette d’altruisme-antagonisme, d’autre part l’autoévaluation négative. Ceci amena le questionnaire à 208 items (104 pour la version courte). Puis, le modèle a été réactualisé pour produire l’Inventaire de personnalité révisé HEXACO (« HEXACO Personality Inventory-Revised », HEXACO-PI-R). Deux changements majeurs ont été introduits. D’une part, la facette « expressivité » du facteur extraversion a été remplacée par une facette « estime de soi sociale ». D’autre part l’échelle interstitielle « autoévaluation négative » a été  supprimée puisqu’elle résulte d'une combinaison d’autres facettes.
Enfin, en 2009 une version abrégée à 60 items a été élaborée.  Elle reprend exactement le même modèle à 6 facteurs, mais n’inclut plus la décomposition en facettes.

## Structure des facteurs et des facettes
HEXACO se décompose en 6 facteurs qui eux-mêmes se subdivisent en 4 facettes :
- Honnêteté-humilité (sincérité, équité, évitement de la cupidité, modestie)
- Émotivité (appréhension, anxiété, dépendance, sensibilité)
- Extraversion (amour propre social, audace sociale, sociabilité, vitalité)
- Agréabilité (indulgence, gentillesse, flexibilité, patience)
- Conscienciosité (organisation, diligence, perfectionnisme, prudence)
- Ouverture (appréciation esthétique, curiosité, créativité, non-conventionnalité)

Ce à quoi s'ajoute une échelle interstitielle :
- Altruisme / antagonisme

## Échelles de niveau «facteur»
Les échelles de niveau « facteur » sont l’honnêteté ainsi que les cinq facteurs usuels des big-five :
Honnêteté-humilité : Les personnes avec des scores très élevés sur l'échelle d’honnêteté-humilité évitent de manœuvrer les autres pour leur bénéfice personnel. Elles sont peu tentées de contourner les règles, elles sont peu intéressées par la richesse en soi ni par le grand luxe. Elles ne pensent pas avoir un droit particulier à accéder à un statut social élevé. Réciproquement, les personnes avec des scores très bas sur cette échelle ont tendance à flatter les autres pour obtenir ce qu'elles veulent, sont inclinées à contourner les règles pour leur bénéfice personnel, sont motivées par le gain matériel, et ont un besoin d’avoir un statut social reconnu.
Émotivité : Les personnes avec les scores très hauts en émotivité craignent les dangers physiques, éprouvent de l’inquiétude quand ils pensent aux épreuves de la vie, ressentent un fort besoin de soutien émotionnel de la part des autres, et ils ressentent de l'empathie et se sentent reliés aux émotions et aux sentiments des autres. Réciproquement, des personnes avec des scores très bas sur cette échelle ne sont pas découragées par la perspective de la souffrance physique, ne se sentent pas inquiétées par les situations stressantes, n'ont que peu de besoin de partager leurs soucis avec d'autres, et ne se sentent pas connectées aux émotions des autres.
eXtraversion : Les personnes avec les scores très hauts en extraversion ont un ressenti positif d’elles-mêmes, se sentent confiantes pour diriger un groupe de personnes ou pour s’adresser à eux. Elles aiment les interactions sociales, et ressentent des sensations positives d’enthousiasme et d’énergie. Par contre, les personnes qui ont des scores très bas sur cette échelle pensent qu’elles sont peu populaires, se sentent gênées quand elles sont au centre de l’attention, elles ne sont pas intéressées par les activités sociales, et ne se sentent que peu connectées aux émotions des autres.
Agréabilité : Les personnes qui ont des scores très élevés en agréabilité pardonnent les torts qui leur sont causés, elles sont généreuses dans leur jugement des autres, elles sont enclines à accepter un compromis et coopérer avec les autres et elles peuvent facilement maîtriser leurs humeurs. Au contraire, les personnes avec un score très bas entretiennent des rancunes envers ceux qui leur ont nui. Elles sont plutôt critiques en ce qui concerne les défauts des autres, elles sont obstinées lorsqu’elles défendent leur point de vue et peuvent rapidement exprimer de la mauvaise humeur si elles ne se sentent pas traitées avec égard.
Conscienciosité : Les personnes qui ont des scores très élevés en conscienciosité cherchent à organiser leur temps et leur environnement matériel, travaillent d'une façon disciplinée afin d’atteindre leur objectif, recherchent l'exactitude et la perfection dans leurs tâches et réfléchissent soigneusement avant de prendre leurs décisions. Au contraire, les personnes avec un score bas en conscienciosité ont tendance à ne pas se sentir impliquées pour organiser leur temps et leur environnement matériel, elles évitent les tâches difficiles et ne trouvent pas que les objectifs puissent être stimulants. Elles se satisfont d’un travail approximatif ou imparfait, pouvant contenir des erreurs, elles peuvent manquer d’anticipation et prendre des décisions de manière irréfléchie.
Ouverture à l’expérience : Les personnes qui ont des scores très élevés en ouverture à l’expérience sont sensibles à la beauté de l’art et de la nature, sont curieuses de découvrir divers facteurs de connaissance, font preuve d’imagination dans la vie quotidienne et sont intéressées par les idées originales ainsi que par les gens en général. Au contraire, les personnes avec un score bas en ouverture ne sont pas intéressées par l'art, montrent peu de curiosité intellectuelle, évitent les processus créatifs et ne se sentent pas attirées vers des idées ou les personnes qui peuvent sembler radicales ou non conventionnelles.

## Échelles de niveau «facette»

### Domaine de l’honnêteté-humilité
L'échelle de sincérité évalue une tendance à être vrai dans des relations interpersonnelles. Les personnes ayant un score bas ont tendance à flatter les autres ou à feindre de les aimer afin d'obtenir des faveurs, tandis que celles ayant des scores élevés sont peu disposées à manipuler les autres.
L'échelle d'équité évalue la tendance à éviter la triche et la corruption. Les personnes ayant des scores bas ont tendance à gagner par la triche ou le vol, tandis que les personnes ayant des scores élevés sont peu disposées à abuser des autres ou de la société dans son ensemble.
L'échelle d’évitement de la cupidité évalue la tendance à être indifférent à posséder des richesses somptueuses, des objets de luxe, et des signes extérieurs de richesse. Les personnes ayant des scores bas veulent montrer leur richesse et leur statut social, et en profiter. Celles qui ont des scores élevés ne sont pas particulièrement intéressées par l’argent et la richesse, les avantages du statut social.
L'échelle de modestie évalue la tendance à être modeste et humble. Les personnes ayant des scores bas se considèrent comme supérieurs aux autres et comme ayant droit à des privilèges que d'autres n'ont pas, tandis celles qui ont des scores élevés se considèrent en tant que personnes du commun et ne demandent ni ne réclament pas de traitement particulier ou spécial.

### Domaine de l’émotivité
L'échelle d’appréhension évalue la tendance à éprouver la peur des dangers physiques. Les personnes ayant des scores bas craignent peu les blessures et sont relativement durs, courageux, et peu sensibles à la douleur physique, tandis que celles ayant un score élevé craignent la douleur physique et ont fortement tendance à l’éviter.
L'échelle d'anxiété évalue une tendance de s'inquiéter dans une grande diversité de contextes. Les personnes ayant des scores bas sentent ressentent peu de stress en réponse aux difficultés, tandis que celles ayant des scores élevés tendent à être inquiétés même par des problèmes relativement mineurs.
L'échelle de dépendance évalue le besoin de soutien émotionnel de la part des autres. Les personnes ayant des scores bas se sentent sûres d’elles et se pensent capables de faire face aux problèmes sans aide extérieure ni conseils, tandis que celles ayant des scores élevés veulent partager leurs difficultés avec d’autres, et ont besoin d’encouragements et de réconfort.
L'échelle de sensibilité évalue la tendance à sentir les liens émotifs forts avec d'autres. Les personnes ayant des scores bas ressentent peu d'émotion en réaction aux soucis d'autres ou en cas de séparation, tandis que celles ayant des scores élevés ressentent des liens émotionnels forts et une sensibilité empathique aux sentiments et aux émotions des autres.

### Domaine de l’extraversion
L'échelle d'estime de soi sociale évalue une un regard positif sur soi, en particulier dans les contextes sociaux. Les personnes ayant des scores élevés sont généralement satisfaits d'eux-mêmes et pensent être eux-mêmes agréables, tandis que les personnes ayant des scores bas tendent à se sentir sans valeur et se percevoir comme des personnes impopulaires.
L'échelle d’audace sociale évalue la capacité à se sentir à l’aise et confiant dans une grande variété de situations sociales. Les personnes ayant des scores bas se sentent timides ou maladroites en situation de prendre la tête d'un groupe ou quand elles doivent parler en public, tandis que les personnes ayant des scores élevés entrent facilement en contact avec des étrangers ainsi qu’à prendre la parole face à des groupes.
L'échelle de sociabilité évalue la tendance à aimer avoir des conversations, des interactions sociales et aussi à festoyer. Les personnes ayant des scores bas préfèrent des activités solitaires et ne recherchent pas les contacts ou la conversation, tandis que les personnes ayant des scores élevés ont plaisir à parler, rendre visite aux autres, et faire la fête.
L'échelle de vitalité évalue l’enthousiasme et l’énergie sociale. Les personnes ayant des scores bas tendent à ne pas se sentir particulièrement gaies ou dynamiques, tandis que les personnes ayant des scores élevés éprouvent généralement de l'optimisme et de la bonne humeur.

### Domaine de l’agréabilité
L’échelle d’indulgence évalue la bonne volonté à accorder sa confiance et aimer même ceux qui ont pu causer un préjudice. Les personnes ayant des scores bas tendent à avoir du ressentiment envers ceux qui les ont offensées, tandis que les personnes ayant des scores élevés sont habituellement prêtes à accorder leur confiance aux autres et à rétablir des relations amicales lorsqu’elles ont été malmenées.
L'échelle de gentillesse évalue la tendance à être doux et clément envers les autres. Les personnes ayant des scores bas tendent à être critiques dans leur jugement des autres, tandis que les personnes ayant des scores élevés sont peu disposées à juger durement les autres.
L'échelle de flexibilité évalue la volonté de rechercher le compromis et de coopérer avec les autres. Les personnes ayant des scores bas sont perçues comme étant têtues et difficiles, tandis que les personnes ayant des scores élevés évitent des disputes et s'accordent aux désirs des autres, même lorsqu’ils peuvent être déraisonnables.
L'échelle de la patience évalue la tendance de rester serein plutôt que de se fâcher. Les personnes ayant des scores bas tendent à rapidement perdre leur bonne humeur, tandis que les personnes ayant des scores élevés ont un seuil de tolérance élevé, s’impatientent peu et sont peu sujet à la colère.

### Domaine de la conscienciosité
L'échelle d'organisation évalue la tendance de rechercher l'ordre, en particulier au niveau matériel et physique. Les personnes ayant des scores bas tendent à être désordonnés et désorganisées, tandis que les personnes ayant des scores élevés maintiennent des choses en ordre et préfèrent une approche structurée des tâches et activités.
L'échelle de diligence évalue une tendance à travailler dur. Les personnes ayant des scores bas ne sont pas autodisciplinées et ne sont pas très motivées à obtenir des résultats, tandis que les personnes ayant des scores élevés ont une forte « éthique de travail » et sont disposés à faire des efforts.
L'échelle de perfectionnisme évalue la tendance à être minutieux et à s’intéresser aux détails. Les personnes ayant des scores bas tolèrent les erreurs dans leur travail et tendent à négliger des détails, tandis que les personnes ayant des scores élevés vérifient soigneusement des erreurs et les améliorations potentielles.
L'échelle de prudence évalue une tendance de réfléchir soigneusement avant de décider et d'agir de manière délibérée. Les personnes ayant des scores bas agissent sur l'impulsion et tendent à ne pas évaluer les conséquences, tandis que les personnes ayant des scores élevés évaluent soigneusement les options et les possibilités et tendent à être prudents et maître d’elles-mêmes.

### Domaine de l’ouverture à l’expérience
L'échelle d’appréciation esthétique évalue la réceptivité à la beauté dans l'art et dans la nature. Les personnes ayant des scores bas tendent à ne pas se laisser absorber par les œuvres d'art ou par des merveilles naturelles, tandis que les personnes ayant des scores élevés ont une sensibilité forte aux diverses formes d'art et aux merveilles de la nature.
L'échelle de curiosité évalue la tendance à rechercher l'information relative aux mondes naturel et social. Les personnes ayant des scores bas sont peu curieuses des phénomènes naturels ou sociaux, tandis que les personnes ayant des scores élevés s’intéressent à quantité de choses, lisent beaucoup et aiment voyager.
L'échelle de créativité évalue le goût pour l'innovation et l'expérimentation. Les personnes ayant des scores bas ont peu d’intérêt pour les idées et concepts novateurs, tandis que les personnes ayant des scores élevés recherchent de nouvelles solutions aux problèmes et s'expriment dans les disciplines créatives.
L'échelle de non-conventionnalité (originalité) évalue une tendance d'accepter ce qui est inhabituel et hors du commun. Les personnes ayant des scores bas évitent les personnes excentriques ou non conformes, tandis que les personnes ayant des scores élevés sont réceptives aux idées qui pourraient sembler étranges ou radicales.

### Échelle interstitielle
L'échelle d'altruisme (opposé à antagonisme) évalue la tendance à être bienveillant et doux envers les autres. Les personnes ayant des scores élevés évitent de faire du mal aux autres et réagissent avec générosité envers ceux qui sont faibles ou ont besoin d'aide, tandis que les personnes ayant des scores bas ne sont pas dérangées par la perspective de blesser les autres et peuvent être perçues comme impitoyables.